# Vicente Gonzaga (duque de Guastalla)
Vincenzo Gonzaga (1634-28 de abril de 1714) fue duque de Guastalla y señor de Luzzara y Reggiolo. Era hijo de Andrea Gonzaga, conde de San Paolo, y nieto de Ferrante II Gonzaga, duque de Guastalla.

## Biografía
Después de un primer matrimonio sin hijos, se casó con Maria Vittoria Gonzaga (1659–1707), la hija menor de su primo, el duque Ferrante III Gonzaga de Guastalla .
Cuando el duque Ferrante murió en 1678 sin un heredero, Guastalla fue gobernado Carlos III de Gonzaga-Nevers, duque de Mantua, que se había casado con Anna Isabella Gonzaga, la hija mayor del duque Ferrante. Vincenzo se convirtió en duque de Guastalla en 1692. Al ser el aliado del Sacro Imperio Romano Germánico, durante la Guerra de los Nueve Años.
Vincenzo heredó en 1707 Bozzolo y Pomponesco, y en 1710 Sabbioneta.

## Descendencia
Vincenzo y Maria Vittoria tuvieron tres hijos:
- Eleonora Luisa Gonzaga (1686–1742), casada en 1709 Francisco Maria de Medici
- Antonio Ferrante Gonzaga (1687–1729), duque de Guastalla desde 1714, casado desde 1704 con Margherita Cesarini y con Theodora von Hessen
- Giuseppe Gonzaga (1690–1746), duque de Guastalla desde 1729, se casó con Eleonore von Holstein.